# Contea di Zizhong
La contea di Zizhong (资中县S, Zīzhōng XiànP) è una contea della Cina, situata nella provincia di Sichuan e amministrata dalla prefettura di Neijiang.